# Купрашин (Шосткинский район)

Купрашин (укр. Купрашин) — село,
Богдановский сельский совет,
Шосткинский район,
Сумская область,
Украина.
Население по данным 1988 года составляло 10 человек.
Село ликвидировано в ? году.

## Географическое положение
Село Купрашин находится на расстоянии в 1 км от села Черные Лозы.
К селу примыкает большой массив садовых участков.

## История
- ? — село ликвидировано.